# Franciszek Wójcik (malarz)
Franciszek Wójcik (ur. w 1903 w Wojciechowie (dziś część Leśnej Podlaskiej), zm. 27 stycznia 1984 w Zakopanem) – polski malarz, specjalizujący się głównie w pejzażach Tatr.
W 1923 ukończył wydział przemysłu artystycznego lwowskiej Państwowej Szkoły Przemysłowej, po czym utrzymywał się z malarstwa i z nauki gimnastyki we Lwowie, a od 1928 w Krakowie. W latach 1932–1938 studiował w krakowskiej Akademii Sztuk Pięknych pod kierunkiem profesora Kamockiego, a po jej ukończeniu przez rok kształcił się w Accademia di belle arti di Roma. Od 1939 mieszkał i tworzył w Zakopanem, stając się po 1945 jednym z najpopularniejszych malarzy pejzaży tatrzańskich. Pochowany na zakopiańskim Cmentarzu Zasłużonych na Pęksowym Brzyzku.
Miał przeszło 50 wystaw indywidualnych swego malarstwa. Obrazy Wójcika znajdują się w Muzeum Tatrzańskim i katowickim Muzeum Śląskim .